# Oracles de la Fortuna
Els oracles de la Fortuna foren uns oracles que van existir al Latium, especialment a Antium i Praeneste.
A la primera d'aquestes ciutat dues germanes Fortunes eren adorades i les seves estàtues utilitzades per donar els oracles; a Praeneste els oracles es donaven per sorts en pals de roure amb signes antics gravats (suposadament trobats per Numeri Suffuci, un noble local).